# 204-я бомбардировочная авиационная дивизия
204-я бомбардировочная авиационная дивизия  (204-я бад) — соединение Военно-Воздушных сил (ВВС) Вооружённых Сил РККА бомбардировочной авиации, принимавшее участие в Великой Отечественной войне, в 1943 году преобразованная в 3-ю гвардейскую бомбардировочную авиационную дивизию.

## История наименований дивизии
- 204-я бомбардировочная авиационная дивизия (24.05.1942 г.)[1];
- 3-я гвардейская бомбардировочная авиационная дивизия (03.09.1943 г.)[1];
- 3-я гвардейская бомбардировочная авиационная Смоленская дивизия (25.09.1943 г.);
- 3-я гвардейская бомбардировочная авиационная Смоленская ордена Суворова дивизия (25.04.1945 г.);
- 3-я гвардейская бомбардировочная авиационная Смоленская орденов Суворова и Кутузова дивизия (17.05. 1945 г.);
- 3-я гвардейская авиационная транспортная Смоленская орденов Суворова и Кутузова дивизия (27.04.1946 г.)
- 3-я гвардейская военно-транспортная авиационная Смоленская орденов Суворова и Кутузова дивизия (12.10.1955 г.);
- Войсковая часть (Полевая почта) 35733[1].

## История и боевой путь дивизии

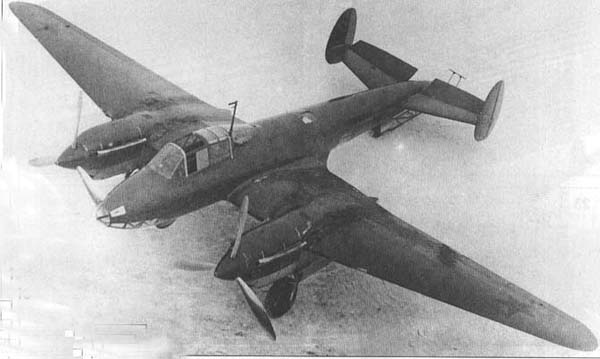
На самолёте Пе-2 полки дивизии воевали в Ржевской и Курской битвах, освобождали Смоленск в 1943 году.

Дивизия сформирована к 24 мая 1942 года как 204-я бомбардировочная авиационная дивизия в Кубинке Московской области. В июне 1942 года вошла в состав 1-й воздушной армии Западного фронта, где вступила в боевые действия с 24 мая 1942 года. Боевой крещение дивизия получила в Ржевской битве.
Дивизия была сформирована в числе первых, вооруженных самолётами Пе-2. В состав дивизии включались истребительные полки для прикрытия бомбардировщиков дивизии при выполнении боевого задания. С 22 марта в боевой состав дивизии была включена истребительная авиационная эскадрилья «Нормандия-Неман» на самолётах Як-1. 25 апреля эскадрилья была выведена из состав дивизии и передана в состав 18 гвардейского истребительного полка 303-й истребительной авиадивизии 1-й воздушной армии.
С 12 июля по 18 августа 1943 года дивизия в составе 1-й воздушной армии принимала участие в Орловской стратегической наступательной операции «Кутузов», являющейся составной частью Курской битвы и Смоленской стратегической наступательной операции (Операция «Суворов») с 7 августа 1943 года по 3 сентября 1943 года. Дивизия успешно поддерживала войска фронта в наступательных операциях, нанося бомбовые удары по войскам противника, аэродромам, узлам сопротивления и железнодорожным станциям, по огневым позициям артиллерии и танковым группировкам немецких войск.
За мужество и героизм, проявленные в боях с немецкими захватчиками 204-я бомбардировочная авиационная дивизия Приказом НКО № 265 от 3 сентября 1943 года переименована в 3-ю гвардейскую бомбардировочную авиационную дивизию, а 25 сентября 1943 года за отвагу и мужество личного состава при освобождении города Смоленска получила почетное наименование «Смоленская».
В составе действующей армии дивизия находилась с 24 мая 1942 года по 3 сентября 1943 года.

## Боевой состав дивизии
- 2-й скоростной бомбардировочный авиационный полк, с 24 мая 1942 года по 3 сентября 1943 года, переименован в 119-й гвардейский бомбардировочный авиационный полк, вооружен Пе-2.
- 6-й бомбардировочный авиационный полк, с 27 мая 1942 года по 1 сентября 1943 года, выведен в тыл на доукомплектование, вооружен Пе-2.
- 38-й скоростной бомбардировочный авиационный полк, с 5 июля 1942 года по 28 августа 1943 года, выведен в тыл на доукомплектование, вооружен Пе-2.

Командир дивизии полковник В.А. Ушаков.

- 130-й скоростной бомбардировочный авиационный полк — с 24 мая 1942 года по 3 сентября 1943 года, переименован в 122-й гвардейский бомбардировочный авиационный полк, вооружен Пе-2.
- 261-й пикирующий бомбардировочный авиационный полк, с 1 августа 1942 года по 3 сентября 1943 года, переименован в 123-й гвардейский бомбардировочный авиационный полк, вооружен Пе-2.

Полки сопровождения:
- 49-й истребительный авиационный Краснознамённый полк — с 28 декабря 1942 года по 21 февраля 1943 года, Ла-5, передан в состав 309-й истребительной авиационной дивизии[3].
- 179-й истребительный авиационный полк, с 16 июня по 26 июля 1942 года, «Харрикейн», возвращен в состав 202-й истребительной авиационной дивизии[3].
- 248-й истребительный авиационный полк, с 18 сентября по 1 октября 1942 года, Як-7Б, передан в состав 234-й истребительной авиационной дивизии[3].
- 179-й истребительный авиационный полк, с 16 июня по июль 1943 года, «Харрикейн», передан в непосредственное подчинение штаба 1-й воздушной армии[3].

## Командиры дивизии
- полковник Сандалов Владимир Александрович[2] 02.1942 — 20.06.1942
- полковник Ушаков Владимир Алексеевич[2], 20.06.1942 — 21.01.1943 г.
- полковник Андреев Сергей Павлович[2], 21.01.1943 г. — 03.09.1943 г.

## Присвоение Гвардейских наименований
За мужество и героизм, проявленные в боях с немецкими захватчиками Приказом НКО № 265 от 3 сентября 1943 года соединение и её части переименованы в гвардейские:
- 204-я бомбардировочная авиационная дивизия — в 3-ю гвардейскую бомбардировочную авиационную дивизию;
- 2-й скоростной бомбардировочный авиационный полк — в 119-й гвардейский бомбардировочный авиационный полк.
- 130-й скоростной бомбардировочный авиационный полк — в 122-й гвардейский бомбардировочный авиационный полк.
- 261-й пикирующий бомбардировочный авиационный полк — в 123-й гвардейский бомбардировочный авиационный полк.

## Отличившиеся воины дивизии
- Армашев Григорий Иванович, майор, штурман 261-го бомбардировочного авиационного полка Указом Президиума Верховного Совета СССР от 24 августа 1943 года за образцовое выполнение боевых заданий командования на фронте борьбы с немецко-фашистскими захватчиками и проявленные при этом мужество и героизм удостоен звания Героя Советского Союза с вручением ордена Ленина и медали «Золотая Звезда» (№ 1712).
- Лоханов Алексей Александрович, капитан, командир эскадрильи 130-го бомбардировочного авиационного полка Указом Президиума Верховного Совета СССР от 24 августа 1943 года за «образцовое выполнение боевых заданий командования на фронте борьбы с немецкими захватчиками и проявленные при этом мужество и героизм» капитан Алексей Лоханов был удостоен высокого звания Героя Советского Союза с вручением ордена Ленина и медали «Золотая Звезда» (№ 1711).